# Jardín de las Madres y Abuelas de Plaza de Mayo

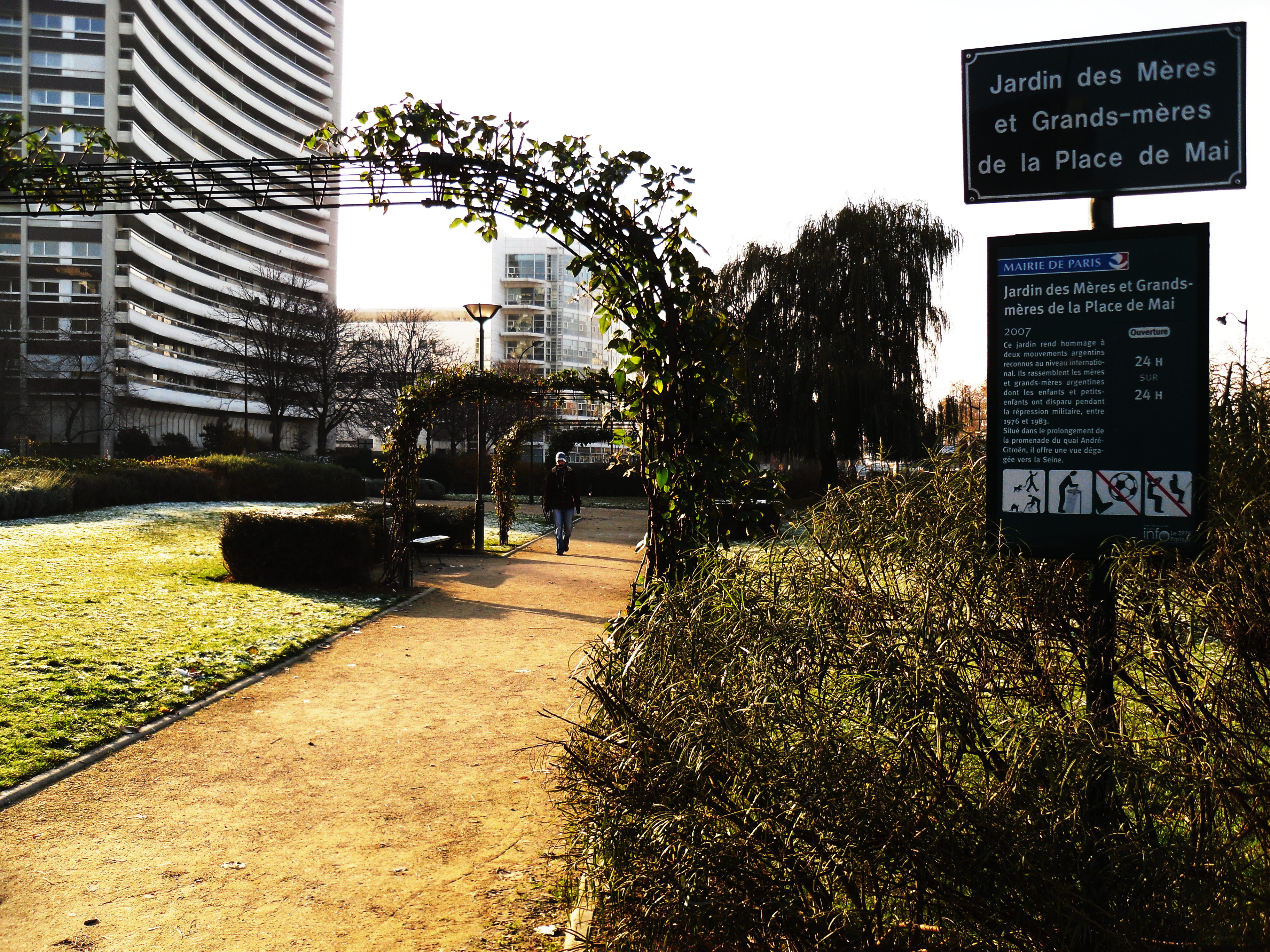
Jardín de las Madres y Abuelas de Plaza de Mayo en París

El Jardín de las Madres y Abuelas de Plaza de Mayo (Jardin des Mères-et-Grands-Mères-de-la-Place-de-Mai en francés) es un pequeño jardín que rinde homenaje a los movimientos de Madres y Abuelas de Plaza de Mayo cuyos hijos y nietos desaparecieron en Argentina durante la represión militar llevada a cabo entre 1976 y 1983.
Está ubicado en el distrito XV de la ciudad de París (en la avenida Quai André Citroën) a orillas del Río Sena y frente al puente Mirabeau. Fue inaugurado el 7 de mayo de 2008 por la presidenta de la República Argentina, Dra. Cristina Fernández de Kirchner, y el alcalde de la ciudad de París, Bertrand Delanoë, junto a Estela Barnes de Carlotto (presidenta de la Asociación Abuelas de Plaza de Mayo) y Marta Ocampo de Vázquez (miembro de Madres de Plaza de Mayo Línea Fundadora).